# Dicuil
Dicuil eller Dicuilus var en irsk munk og geograf, som blev født omkring år 760. Ca 825 udgav han bogen De mensura Orbis terrae – Om jordklodens udstrækning. I bogen nævner han blandt andet «Thule», hvilket formodentlig er Island. Bogen er en af de første skriftlige kilder, som nævner øer mellem Norge og Grønland. Et af afsnittene beskriver en gruppe små øer, der lå tæt ved hinanden. "Her havde eneboere boet for hundrede år siden, men er nu på grund af vikinger tomme for eneboere og fyldt med får og havfugle". Denne beskrivelse handler formodentlig om Færøerne. 
Forfatteren er måske en Dicuil eller Dichull, som var abbed af Pahlacht, født omkring 760, men det er ikke bevist. Om hans liv ved man kun, at han tilhørte et af de irske klostre i det frankiske kongedømme, og at at han ved selvsyn kendte øerne i nærheden af England og Skotland, det vil sandsynligvis sige Hebriderne, Orkneyøerne, Shetlandsøerne og Færøerne: «Jeg har levet på nogle af disse øer,» skriver han, «gået i land på nogle af de andre, jeg har i det mindste set flere af dem og læst om de andre.»
Mellem 814 og 816 skrev han et astronomisk værk og i 825 et geografisk værk. Hans grammatiske værk er gået tabt. Det astronomiske værk består af fire bøger i både prosa og vers, overleveret i et eneste manuskript som tilhører klosteret Saint-Amand, og som  nu er i Valenciennes.
Mest kendt er hans værk De mensura Orbis terrae, et geografisk sammendrag med vigtige informationer om flere lande.
De ni sektioner omfatter Europa, Asien, Afrika, Egypten og Etiopien, områderne på jordens overflade, de fem store floder, bestemte øer, længden og bredden af det Tyrrhenske hav (som ligger mellem Sardinien og Sicilien), og de seks højeste kendte bjerge. 
For nordboere er hans rapporter om munke, som havde levet på Island i et halvt år af stor interesse. Fra 1. februar til  1. august 795 besøgte Dicuil irske eremitter i «Thule», det vil sige Island, «hvor der ikke var mørke til at hindre en i at gøre, hvad man selv ville». 
Dicuils manuskript blev først trykt som Dicuili Liber de mensura orbis terrae ex duobus codd. mss. bibliothecae imperialis nunc primum in lucem editus a Car. Athan. Walckenaer (Paris, 1807). Den sidste og bedste udgave er JJ Tierney, Diculi: Liber de Mensura Orbis Terrae, (Dublin 1967).